# Yenitaşköprü, Düzce
Yeni Taşköprü là một xã thuộc thành phố Düzce, tỉnh Düzce, Thổ Nhĩ Kỳ. Dân số thời điểm năm 2010 là 2.035 người.